# ألعاب الصم في آسيا والمحيط الهادئ
ألعاب الصم في آسيا والمحيط الهادئ هي حدث رياضي مُتعدّد الرياضات مخصص للصم، وقد أُقيمت لأول مرة في عام 1984 وتُعقد كل أربع سنوات في منطقة آسيا والمحيط الهادئ. تعتبر هذه الألعاب خلفًا لبطولة كرة القدم للصم في الشرق الأقصى التي أُقيمت في تايبيه عام 1983. أُقيمت الألعاب الافتتاحية في عام 1984 في هونغ كونغ، وكانت تُعرف آنذاك باسم بطولة كرة القدم للصم في منطقة آسيا والمحيط الهادئ وكانت تُعقد كل سنتين حتى عام 1988. أُسست الهيئة المنظمة للألعاب وهي الاتحاد الآسيوي والمحيط الهادئ لرياضات الصم في عام 1988، خلال البطولة الثالثة في مدينة ملبورن، أستراليا، وكانت السيدة ويندي هوم هي أول مديرة للاتحاد. تغيّر اسم الألعاب إلى الاسم الحالي ألعاب الصم في منطقة آسيا والمحيط الهادئ عندما أُقيمت في سيول، كوريا الجنوبية عام 1992، بعد أن أصدر الاتحاد الآسيوي والمحيط الهادئ لرياضات الصم قرارًا بتغيير اسم الألعاب، والتي تُقام منذ ذلك الحين مرة كل أربع سنوات.

## قائمة ألعاب الصم في منطقة آسيا والمحيط الهادئ
| الدورة | السنة | المدينة المضيفة                                                            | الدولة المضيفة                                                             | الافتتاح من قبل                                                            | تاريخ البدء                                                                | تاريخ الانتهاء                                                             | الدول                                                                      | المتسابقون                                                                 | الرياضات                                                                   | الأحداث                                                                    | الفريق الأول                                                               | المرجع |
| ------ | ----- | -------------------------------------------------------------------------- | -------------------------------------------------------------------------- | -------------------------------------------------------------------------- | -------------------------------------------------------------------------- | -------------------------------------------------------------------------- | -------------------------------------------------------------------------- | -------------------------------------------------------------------------- | -------------------------------------------------------------------------- | -------------------------------------------------------------------------- | -------------------------------------------------------------------------- | ------ |
| 1      | 1984  | هونغ كونغ                                                                  | هونغ كونغ                                                                  | -                                                                          | 18 ديسمبر                                                                  | 22 ديسمبر                                                                  | 6                                                                          | 150                                                                        | 1                                                                          | 1                                                                          | كوريا الجنوبية                                                             |        |
| 2      | 1986  | كيوتو                                                                      | اليابان                                                                    | -                                                                          | 27 أكتوبر                                                                  | 1 نوفمبر                                                                   | 5                                                                          | 120                                                                        | 1                                                                          | 1                                                                          | كوريا الجنوبية                                                             |        |
| 3      | 1988  | ملبورن                                                                     | أستراليا                                                                   | -                                                                          | 26 مارس                                                                    | 3 أبريل                                                                    | 5                                                                          | 120                                                                        | 1                                                                          | 1                                                                          | الكويت                                                                     |        |
| 4      | 1992  | سول                                                                        | كوريا الجنوبية                                                             | -                                                                          | 18 أبريل                                                                   | 26 أبريل                                                                   | 10                                                                         | 300                                                                        | 2                                                                          | 3                                                                          | اليابان                                                                    |        |
| 5      | 1996  | كوالالمبور                                                                 | ماليزيا                                                                    | سيتي حازمة محمد علي                                                        | 29 مارس                                                                    | 7 أبريل                                                                    | 16                                                                         | 500                                                                        | 4                                                                          | 43                                                                         | اليابان                                                                    | [ 12 ] |
| 6      | 2000  | تايبيه                                                                     | تايوان                                                                     | -                                                                          | 30 أكتوبر                                                                  | 9 نوفمبر                                                                   | 19                                                                         | 1000                                                                       | 8                                                                          | 72                                                                         | الصين                                                                      |        |
| -      | 2004  | أُسندت إلى مدينة الكويت، تم تأجيلها إلى 2008 ثم ألغيت بسبب الأمور الداخلية. | أُسندت إلى مدينة الكويت، تم تأجيلها إلى 2008 ثم ألغيت بسبب الأمور الداخلية. | أُسندت إلى مدينة الكويت، تم تأجيلها إلى 2008 ثم ألغيت بسبب الأمور الداخلية. | أُسندت إلى مدينة الكويت، تم تأجيلها إلى 2008 ثم ألغيت بسبب الأمور الداخلية. | أُسندت إلى مدينة الكويت، تم تأجيلها إلى 2008 ثم ألغيت بسبب الأمور الداخلية. | أُسندت إلى مدينة الكويت، تم تأجيلها إلى 2008 ثم ألغيت بسبب الأمور الداخلية. | أُسندت إلى مدينة الكويت، تم تأجيلها إلى 2008 ثم ألغيت بسبب الأمور الداخلية. | أُسندت إلى مدينة الكويت، تم تأجيلها إلى 2008 ثم ألغيت بسبب الأمور الداخلية. | أُسندت إلى مدينة الكويت، تم تأجيلها إلى 2008 ثم ألغيت بسبب الأمور الداخلية. | أُسندت إلى مدينة الكويت، تم تأجيلها إلى 2008 ثم ألغيت بسبب الأمور الداخلية. | [ 13 ] |
| 7      | 2012  | سول                                                                        | كوريا الجنوبية                                                             | -                                                                          | 26 مايو                                                                    | 2 يونيو                                                                    | 25                                                                         | 1208                                                                       | 14                                                                         | 104                                                                        | اليابان                                                                    |        |
| 8      | 2015  | تاويون (تايوان)                                                            | تايوان                                                                     | العمدة تشينغ ون-تشان                                                       | 3 أكتوبر                                                                   | 11 أكتوبر                                                                  | 23                                                                         | 1170                                                                       | 12                                                                         | 113                                                                        | اليابان                                                                    | [ 14 ] |
| -      | 2019  | أُسندت إلى هونغ كونغ، ألغيت بسبب احتجاجات هونغ كونغ 2019-20                 | أُسندت إلى هونغ كونغ، ألغيت بسبب احتجاجات هونغ كونغ 2019-20                 | أُسندت إلى هونغ كونغ، ألغيت بسبب احتجاجات هونغ كونغ 2019-20                 | أُسندت إلى هونغ كونغ، ألغيت بسبب احتجاجات هونغ كونغ 2019-20                 | أُسندت إلى هونغ كونغ، ألغيت بسبب احتجاجات هونغ كونغ 2019-20                 | أُسندت إلى هونغ كونغ، ألغيت بسبب احتجاجات هونغ كونغ 2019-20                 | أُسندت إلى هونغ كونغ، ألغيت بسبب احتجاجات هونغ كونغ 2019-20                 | أُسندت إلى هونغ كونغ، ألغيت بسبب احتجاجات هونغ كونغ 2019-20                 | أُسندت إلى هونغ كونغ، ألغيت بسبب احتجاجات هونغ كونغ 2019-20                 | أُسندت إلى هونغ كونغ، ألغيت بسبب احتجاجات هونغ كونغ 2019-20                 | [ 15 ] |
| 10     | 2024  | طهران                                                                      | إيران                                                                      | -                                                                          | 15 أكتوبر                                                                  | 30 أكتوبر                                                                  | _                                                                          | _                                                                          | _                                                                          | _                                                                          | _                                                                          |        |

## قائمة الدول المشاركة
- أستراليا
- بنغلاديش
- البحرين
- الصين
- تايبيه الصينية
- هونغ كونغ
- الهند
- إندونيسيا
- إيران
- العراق
- اليابان
- كازاخستان
- كوريا الجنوبية
- السعودية
- الكويت
- قيرغيزستان
- ماكاو
- ماليزيا
- منغوليا
- نيبال
- نيوزيلندا
- الفلبين
- سنغافورة
- تايلاند
- تيمور الشرقية
- الإمارات العربية المتحدة
- أوزبكستان
- اليمن

## قائمة الرياضات
- ألعاب قوى    1996 -
- كرة ريشة    1996 -
- كرة القاعدة    (2012 رياضة عرض)
- كرة السلة    2000 -
- بولينج    2000 -
- Cycling (road)    2012 -
- كرة القدم    All
- كرة الصالات    2012 -
- جودو    2012 -
- سباحة    2000 -
- كرة الطاولة    1992 -
- تايكوندو    2012 -
- كرة المضرب    2012 -
- Volleyball (indoor)    2000 - 2012

## جدول الميداليات
*   البلد المضيف (مضيف)
| المرتبة | فريق                     | ذهبية | فضية | برونزية | المجموع |
| ------- | ------------------------ | ----- | ---- | ------- | ------- |
| 1       | اليابان                  | 95    | 90   | 63      | 248     |
| 2       | الصين                    | 66    | 55   | 48      | 169     |
| 3       | تايبيه الصينية (TPE)     | 64    | 54   | 71      | 189     |
| 4       | إيران                    | 41    | 29   | 32      | 102     |
| 5       | كوريا الجنوبية           | 38    | 49   | 44      | 131     |
| 6       | ماليزيا                  | 8     | 7    | 15      | 30      |
| 7       | ماكاو                    | 6     | 0    | 4       | 10      |
| 8       | الهند                    | 5     | 10   | 11      | 26      |
| 8       | أستراليا                 | 5     | 10   | 11      | 26      |
| 10      | إندونيسيا                | 5     | 5    | 2       | 12      |
| 11      | كازاخستان                | 2     | 9    | 16      | 27      |
| 12      | تايلاند                  | 2     | 7    | 3       | 12      |
| 13      | الكويت                   | 1     | 0    | 4       | 5       |
| 14      | سنغافورة                 | 0     | 5    | 7       | 12      |
| 15      | العراق                   | 0     | 3    | 1       | 4       |
| 16      | منغوليا                  | 0     | 2    | 4       | 6       |
| 17      | أوزبكستان                | 0     | 1    | 5       | 6       |
| 18      | السعودية                 | 0     | 1    | 0       | 1       |
| 19      | هونغ كونغ                | 0     | 0    | 6       | 6       |
| 20      | قيرغيزستان               | 0     | 0    | 3       | 3       |
| 21      | نيوزيلندا                | 0     | 0    | 2       | 2       |
| 22      | الإمارات العربية المتحدة | 0     | 0    | 1       | 1       |
| 22      | البحرين                  | 0     | 0    | 1       | 1       |
| 22      | الفلبين                  | 0     | 0    | 1       | 1       |
| 25      | بنغلاديش                 | 0     | 0    | 0       | 0       |
| 25      | نيبال                    | 0     | 0    | 0       | 0       |
| 25      | تيمور الشرقية            | 0     | 0    | 0       | 0       |
| 25      | اليمن                    | 0     | 0    | 0       | 0       |
| المجموع | المجموع                  | 338   | 337  | 355     | 1030    |

## بطولة كرة القدم للصم في آسيا والمحيط الهادئ 1984
الرياضات
- كرة القدم

جدول الميداليات
  *   البلد المضيف ( هونغ كونغ)
| المرتبة | NOC                  | ذهبية | فضية | برونزية | المجموع |
| ------- | -------------------- | ----- | ---- | ------- | ------- |
| 1       | كوريا الجنوبية (KOR) | 1     | 0    | 0       | 1       |
| 2       | أستراليا (AUS)       | 0     | 1    | 0       | 1       |
| 3       | الكويت (KUW)         | 0     | 0    | 1       | 1       |
| 4       | هونغ كونغ (HKG)*     | 0     | 0    | 0       | 0       |
| 4       | اليابان (JPN)        | 0     | 0    | 0       | 0       |
| 4       | ماليزيا (MAS)        | 0     | 0    | 0       | 0       |
| المجموع | المجموع              | 1     | 1    | 1       | 3       |

## بطولة كرة القدم للصم في آسيا والمحيط الهادئ 1986
الرياضات
- كرة القدم

جدول الميداليات
  *   البلد المضيف ( اليابان)
| المرتبة | NOC                  | ذهبية | فضية | برونزية | المجموع |
| ------- | -------------------- | ----- | ---- | ------- | ------- |
| 1       | كوريا الجنوبية (KOR) | 1     | 0    | 0       | 1       |
| 2       | أستراليا (AUS)       | 0     | 1    | 0       | 1       |
| 3       | هونغ كونغ (HKG)      | 0     | 0    | 1       | 1       |
| 4       | ماليزيا (MAS)        | 0     | 0    | 0       | 0       |
| 4       | اليابان (JPN)*       | 0     | 0    | 0       | 0       |
| المجموع | المجموع              | 1     | 1    | 1       | 3       |

## بطولة كرة القدم للصم في آسيا والمحيط الهادئ 1988
الرياضات
- كرة القدم

جدول الميداليات
  *   البلد المضيف ( أستراليا)
| المرتبة | NOC                  | ذهبية | فضية | برونزية | المجموع |
| ------- | -------------------- | ----- | ---- | ------- | ------- |
| 1       | الكويت (KUW)         | 1     | 0    | 0       | 1       |
| 2       | كوريا الجنوبية (KOR) | 0     | 1    | 0       | 1       |
| 3       | أستراليا (AUS)*      | 0     | 0    | 1       | 1       |
| 4       | اليابان (JPN)        | 0     | 0    | 0       | 0       |
| 4       | ماليزيا (MAS)        | 0     | 0    | 0       | 0       |
| المجموع | المجموع              | 1     | 1    | 1       | 3       |

## ألعاب الصم في آسيا والمحيط الهادئ 1992
الرياضات
- كرة القدم
- كرة الطاولة

جدول الميداليات
  *   البلد المضيف (كوريا الجنوبية)
| المرتبة | فريق                  | ذهبية | فضية | برونزية | المجموع |
| ------- | --------------------- | ----- | ---- | ------- | ------- |
| 1       | اليابان (JPN)         | 2     | 0    | 0       | 2       |
| 2       | إيران (IRI)           | 1     | 0    | 0       | 1       |
| 3       | كوريا الجنوبية (KOR)* | 0     | 2    | 1       | 3       |
| 4       | تايبيه الصينية (TPE)  | 0     | 1    | 0       | 1       |
| 5       | هونغ كونغ (HKG)       | 0     | 0    | 1       | 1       |
| 5       | أستراليا (AUS)        | 0     | 0    | 1       | 1       |
| 5       | الكويت (KUW)          | 0     | 0    | 1       | 1       |
| 8       | الهند (IND)           | 0     | 0    | 0       | 0       |
| 8       | إندونيسيا (INA)       | 0     | 0    | 0       | 0       |
| 8       | ماليزيا (MAS)         | 0     | 0    | 0       | 0       |
| المجموع | المجموع               | 3     | 3    | 4       | 10      |

## ألعاب الصم آسيا والمحيط الهادئ 1996
الرياضات
- ألعاب القوى
- الريشة الطائرة
- كرة القدم
- كرة الطاولة

جدول الميداليات
  *   البلد المضيف ( ماليزيا)
| المرتبة | فريق                                    | ذهبية | فضية | برونزية | المجموع |
| ------- | --------------------------------------- | ----- | ---- | ------- | ------- |
| 1       | اليابان (JPN)                           | 17    | 18   | 12      | 47      |
| 2       | إيران (IRI)                             | 7     | 5    | 1       | 13      |
| 3       | ماليزيا (MAS)*                          | 6     | 4    | 7       | 17      |
| 4       | تايبيه الصينية (TPE)                    | 6     | 4    | 6       | 16      |
| 5       | الصين (CHN)                             | 4     | 1    | 0       | 5       |
| 6       | الهند (IND)                             | 2     | 5    | 6       | 13      |
| 7       | كوريا الجنوبية (KOR)                    | 1     | 2    | 2       | 5       |
| 8       | أستراليا (AUS)                          | 0     | 3    | 6       | 9       |
| 9       | كازاخستان (KAZ)                         | 0     | 1    | 4       | 5       |
| 10      | سنغافورة (SIN)                          | 0     | 0    | 2       | 2       |
| 11      | الكويت (KUW)                            | 0     | 0    | 1       | 1       |
| 11      | قالب:Bandeira Lea lSenado Original.jpgs | 0     | 0    | 1       | 1       |
| 13      | بنغلاديش (BAN)                          | 0     | 0    | 0       | 0       |
| 13      | هونغ كونغ (HKG)                         | 0     | 0    | 0       | 0       |
| 13      | إندونيسيا (INA)                         | 0     | 0    | 0       | 0       |
| 13      | السعودية (KSA)                          | 0     | 0    | 0       | 0       |
| المجموع | المجموع                                 | 43    | 43   | 48      | 134     |

## ألعاب الصم في آسيا والمحيط الهادئ 2000
الرياضات
- ألعاب القوى
- الريشة الطائرة
- كرة السلة
- البولينج
- كرة القدم
- سباحة
- كرة الطاولة
- الكرة الطائرة

جدول الميداليات
  *   البلد المضيف ( تايوان)
| المرتبة | NOC                   | ذهبية | فضية | برونزية | المجموع |
| ------- | --------------------- | ----- | ---- | ------- | ------- |
| 1       | الصين (CHN)           | 18    | 24   | 16      | 58      |
| 2       | تايبيه الصينية (TPE)* | 18    | 9    | 17      | 44      |
| 3       | اليابان (JPN)         | 17    | 12   | 10      | 39      |
| 4       | إيران (IRI)           | 9     | 4    | 3       | 16      |
| 5       | كوريا الجنوبية (KOR)  | 6     | 2    | 3       | 11      |
| 6       | ماليزيا (MAS)         | 2     | 2    | 3       | 7       |
| 7       | تايلاند (THA)         | 1     | 6    | 3       | 10      |
| 8       | الهند (IND)           | 1     | 5    | 2       | 8       |
| 9       | سنغافورة (SIN)        | 0     | 5    | 5       | 10      |
| 10      | السعودية (KSA)        | 0     | 1    | 0       | 1       |
| 10      | كازاخستان (KAZ)       | 0     | 1    | 0       | 1       |
| 12      | الكويت (KUW)          | 0     | 0    | 1       | 1       |
| 12      | منغوليا (MGL)         | 0     | 0    | 1       | 1       |
| 12      | هونغ كونغ (HKG)       | 0     | 0    | 1       | 1       |
| 12      | أوزبكستان (UZB)       | 0     | 0    | 1       | 1       |
| 16      | نيبال (NEP)           | 0     | 0    | 0       | 0       |
| 16      | بنغلاديش (BAN)        | 0     | 0    | 0       | 0       |
| 16      | ماكاو (MAC)           | 0     | 0    | 0       | 0       |
| 16      | إندونيسيا (INA)       | 0     | 0    | 0       | 0       |
| المجموع | المجموع               | 72    | 71   | 66      | 209     |

## ألعاب الصم في آسيا والمحيط الهادئ 2012
الملاعب
سيول
- مجمع سيول الرياضي
  - ملعب سيول الأولمبي - ألعاب القوى
  - الاستاد الثانوي - ألعاب القوى، كرة القدم، حفل الختام
  - صالة جامسيل الطلاب الرياضية - كرة الطاولة
  - جامسيل أرينا - حفل الافتتاح
- المنتزه الأولمبي
  - المنتزه الأولمبي - ركوب الدراجات
  - مركز سيول الأولمبي لتنس - كرة المضرب
  - صالة كرة اليد الأولمبية إس كي - كرة القاعدة
- أماكن أخرى
  - مدرسة جامسيل الثانوية - الجودو
  - مدرسة سيول للتربية البدنية - السباحة

مقاطعة غيونغي
- مجمع نميانغجو الرياضي
  - الملعب - كرة القدم
  - الصالة الرياضية - الريشة الطائرة
- مجمع تانتشيون الرياضي
  - صالة تانتشيون للبولينغ - البولينج
  - الاستاد الثانوي في تانتشيون - كرة القاعدة (رياضة استعراضية)
- أماكن أخرى
  - صالة فيلق الرياضة للقوات المسلحة الكورية - كرة السلة، التايكوندو
  - مركز تدريب سامسونج - الكرة الطائرة

الرياضات
- ألعاب قوى
- الريشة الطائرة
- كرة القاعدة    (رياضة استعراضية)
- كرة السلة
- بولينج
- ركوب الدراجات
- كرة القدم
- كرة الصالات
- جودو
- سباحة
- كرة الطاولة
- تايكوندو
- كرة المضرب
- الكرة الطائرة

جدول الميداليات
  *   البلد المضيف ( كوريا الجنوبية)
| المرتبة | NOC                            | ذهبية | فضية | برونزية | المجموع |
| ------- | ------------------------------ | ----- | ---- | ------- | ------- |
| 1       | اليابان (JPN)                  | 28    | 25   | 17      | 70      |
| 2       | الصين (CHN)                    | 25    | 12   | 18      | 55      |
| 3       | كوريا الجنوبية (KOR)*          | 20    | 28   | 24      | 72      |
| 4       | تايبيه الصينية (TPE)           | 11    | 21   | 22      | 54      |
| 5       | إيران (IRI)                    | 10    | 8    | 10      | 28      |
| 6       | أستراليا (AUS)                 | 3     | 3    | 1       | 7       |
| 7       | ماكاو (MAC)                    | 3     | 0    | 2       | 5       |
| 8       | إندونيسيا (INA)                | 2     | 3    | 2       | 7       |
| 9       | كازاخستان (KAZ)                | 1     | 1    | 7       | 9       |
| 10      | تايلاند (THA)                  | 1     | 1    | 0       | 2       |
| 11      | أوزبكستان (UZB)                | 0     | 1    | 1       | 2       |
| 11      | العراق (IRQ)                   | 0     | 1    | 1       | 2       |
| 13      | هونغ كونغ (HKG)                | 0     | 0    | 2       | 2       |
| 13      | قرغيزستان (KGZ)                | 0     | 0    | 2       | 2       |
| 15      | البحرين (BRN)                  | 0     | 0    | 1       | 1       |
| 15      | الفلبين (PHI)                  | 0     | 0    | 1       | 1       |
| 15      | ماليزيا (MAS)                  | 0     | 0    | 1       | 1       |
| 18      | نيبال (NEP)                    | 0     | 0    | 0       | 0       |
| 18      | تيمور الشرقية (TLS)            | 0     | 0    | 0       | 0       |
| 18      | السعودية (KSA)                 | 0     | 0    | 0       | 0       |
| 18      | الإمارات العربية المتحدة (UAE) | 0     | 0    | 0       | 0       |
| 18      | اليمن (YEM)                    | 0     | 0    | 0       | 0       |
| 18      | منغوليا (MGL)                  | 0     | 0    | 0       | 0       |
| 18      | سنغافورة (SIN)                 | 0     | 0    | 0       | 0       |
| 18      | باكستان (PAK)                  | 0     | 0    | 0       | 0       |
| المجموع | المجموع                        | 104   | 104  | 112     | 320     |

## ألعاب الصم الآسيوية والمحيط الهادئ 2015
(بالصينية: 2015年亞太聽障運動會) معروفة رسمياً باسم: ألعاب الصم الآسيوية والمحيط الهادئ الثامنة (بالصينية: 第8屆亞太聽障運動會) كان شعارها قوة الصمت (بالصينية: 安靜的力量) افتتاحها رسمياً: تشينغ ون-تسان (عمدة تاويوان)

قسم قسم الرياضيين: هوانغ شو مين (بولينج)

مشعل الافتتاح: وانغ شي وي (ألعاب القوى)، بينغ سي تيينغ (التايكوندو)

### الأماكن
- ملعب تاويوان: حفل الافتتاح وحفل الختام، كرة الطاولة
- مضمار مدينة تاويوان: ألعاب القوى، كرة القدم
- قاعة لوزهو لملاعب الريشة: الريشة الطائرة
- مركز بولينج دا تاويوان: البولينج
- حديقة بركة الزرقاء: ركوب الدراجات
- الطريق السريع الإقليمي 61 شمالاً من 30-48 كم: سباق دراجات (سباق طرق)
- المدرسة الثانوية الوطنية الزراعية والصناعية المهنية في تاويوان: الجودو، التايكوندو
- جامعة تايوان الرياضية الوطنية
  - ملعب التنس الخارجي: كرة المضرب
  - الصالة الرياضية: كرة القدم داخل الصالات
- مسبح مدينة تاويوان: السباحة
- جامعة مينغ تشوان (حرم تاويوان)
  - الصالة الرياضية: كرة السلة
  - الملعب الرياضي: كرة القدم
- أكاديمية الشرطة المركزية: كرة القدم.[21]

### الدول المشاركة
- أستراليا
- الصين
- تايبيه الصينية
- هونغ كونغ
- الهند
- إندونيسيا
- إيران
- العراق
- اليابان
- كازاخستان
- كوريا الجنوبية
- السعودية
- قرغيزستان
- ماكاو
- ماليزيا
- منغوليا
- نيوزيلندا
- الفلبين
- سنغافورة
- تيمور الشرقية
- الإمارات العربية المتحدة
- أوزبكستان
- اليمن

### الرياضات
- ألعاب قوى (30)
- كرة ريشة (6)
- كرة السلة (1)
- بولينج (12)
- سباق الدراجات (4)
- كرة القدم (1)
- كرة الصالات (1)  *
- جودو (6)
- سباحة (35)
- كرة الطاولة (7)
- تايكوندو (5)
- كرة المضرب (5)

الرياضات التي لا تُعتبر جزءاً من الألعاب الأولمبية للصم تُشير إليها نجمة (*)

### جدول مواعيد
| OC | حفل الافتتاح | ● | المسابقات | 1 | مسابقات الميداليات الذهبية | CC | حفل الختام |

| أكتوبر                 | 2 الجمعة | 3 السبت | 4 الأحد | 5 الاثنين | 6 الثلاثاء | 7 الأربعاء | 8 الخميس | 9 الجمعة | 10 السبت | 11 الأحد | الفعاليات |
| ---------------------- | -------- | ------- | ------- | --------- | ---------- | ---------- | -------- | -------- | -------- | -------- | --------- |
| الاحتفالات             |          | OC      |         |           |            |            |          |          |          | CC       | —         |
| ألعاب القوى            |          |         | 14      | 7         | 9          |            |          |          |          |          | 30        |
| الريشة الطائرة         |          |         |         |           | ●          | 1          | ●        | ●        | 5        |          | 6         |
| كرة السلة              |          |         |         |           | ●          | ●          | ●        | ●        | 1        |          | 1         |
| البولينج               |          |         |         | 2         | 2          | ●          | 6        | ●        | 2        |          | 12        |
| ركوب الدراجات          |          |         | 1       | 1         |            | 1          |          | 1        |          |          | 4         |
| كرة القدم              | ●        | ●       | ●       | ●         | ●          | ●          | ●        | ●        |          | 1        | 1         |
| كرة القدم داخل الصالات |          |         |         |           | ●          | ●          | 1        |          |          |          | 1         |
| الجودو                 |          |         |         |           |            |            |          | 6        |          |          | 6         |
| السباحة                |          |         |         |           |            |            | 12       | 12       | 11       |          | 35        |
| تنس الطاولة            |          |         |         | ●         | 2          | 2          | 1        | 2        |          |          | 7         |
| التايكوندو             |          |         | 5       |           |            |            |          |          |          |          | 5         |
| التنس                  |          |         | ●       | ●         | 1          | 2          | 2        |          |          |          | 5         |
| عدد الميداليات اليومية |          |         | 20      | 10        | 14         | 6          | 22       | 21       | 19       | 1        | 113       |
| الإجمالي التراكمي      |          |         | 20      | 30        | 44         | 50         | 72       | 93       | 112      | 113      | 113       |
| أكتوبر                 | 2 الجمعة | 3 السبت | 4 الأحد | 5 الاثنين | 6 الثلاثاء | 7 الأربعاء | 8 الخميس | 9 الجمعة | 10 السبت | 11 الأحد | الفعاليات |

### جدول الميداليات
المفتاح
  *   البلد المضيف ( تايوان)
| المرتبة | NOC                            | ذهبية | فضية | برونزية | المجموع |
| ------- | ------------------------------ | ----- | ---- | ------- | ------- |
| 1       | اليابان (JPN)                  | 31    | 35   | 24      | 90      |
| 2       | تايبيه الصينية (TPE)*          | 29    | 19   | 26      | 74      |
| 3       | الصين (CHN)                    | 19    | 18   | 14      | 51      |
| 4       | إيران (IRI)                    | 14    | 12   | 18      | 44      |
| 5       | كوريا الجنوبية (KOR)           | 9     | 14   | 14      | 37      |
| 6       | إندونيسيا (INA)                | 3     | 2    | 0       | 5       |
| 7       | ماكاو (MAC)                    | 3     | 0    | 1       | 4       |
| 8       | أستراليا (AUS)                 | 2     | 2    | 2       | 6       |
| 9       | الهند (IND)                    | 2     | 0    | 3       | 5       |
| 10      | كازاخستان (KAZ)                | 1     | 6    | 5       | 12      |
| 11      | منغوليا (MGL)                  | 0     | 2    | 3       | 5       |
| 12      | العراق (IRQ)                   | 0     | 2    | 0       | 2       |
| 13      | ماليزيا (MAS)                  | 0     | 1    | 4       | 5       |
| 14      | أوزبكستان (UZB)                | 0     | 0    | 3       | 3       |
| 15      | نيوزيلندا (NZL)                | 0     | 0    | 2       | 2       |
| 16      | قرغيزستان (KGZ)                | 0     | 0    | 1       | 1       |
| 16      | الإمارات العربية المتحدة (UAE) | 0     | 0    | 1       | 1       |
| 16      | هونغ كونغ (HKG)                | 0     | 0    | 1       | 1       |
| 19      | تيمور الشرقية (TLS)            | 0     | 0    | 0       | 0       |
| 19      | اليمن (YEM)                    | 0     | 0    | 0       | 0       |
| 19      | السعودية (KSA)                 | 0     | 0    | 0       | 0       |
| 19      | سنغافورة (SIN)                 | 0     | 0    | 0       | 0       |
| 19      | الفلبين (PHI)                  | 0     | 0    | 0       | 0       |
| المجموع | المجموع                        | 113   | 113  | 122     | 348     |

تحطمت خمس أرقام قياسية في الألعاب، وكانت جميعها من ألعاب القوى.

### ألعاب القوى
| الحدث                   | الذهبية | الفضية | البرونزية |
| ----------------------- | --- | --- | --- |
| سباق 100 متر رجال       | تاكومي ساساكي · اليابان                                                                                            | وانغ شي وي · تايبيه الصينية                                                                                          | سجاد محبوب غلهروديخاني · إيران                                                                                  |
| سباق 200 متر رجال       | وانغ شي وي · تايبيه الصينية                                                                                        | فوميو ميزونو · اليابان                                                                                               | سجاد محبوب غلهروديخاني · إيران                                                                                  |
| سباق 400 متر رجال       | لين تشنغ شيان · تايبيه الصينية                                                                                     | باسيم هادي مجيد · العراق                                                                                             | فوميو ميزونو · اليابان                                                                                          |
| سباق 800 متر رجال       | جيجو كوريكوز · الهند                                                                                               | أحمد جابر يحيى · العراق                                                                                              | أحمد رواية · إيران                                                                                              |
| سباق 1500 متر رجال      | يويا موريميتسو · اليابان                                                                                           | تشو تشون تشي · تايبيه الصينية                                                                                        | حسين صداقة جاناغرد · إيران                                                                                      |
| سباق 5000 متر رجال      | حسين صداقة جاناغرد · إيران                                                                                         | مهديان صرافاز · إيران                                                                                                | فريد زاغرودينوف · كازاخستان                                                                                     |
| سباق 10000 متر رجال     | حسين صداقة جاناغرد · إيران                                                                                         | تشو تشون تشي · تايبيه الصينية                                                                                        | مهديان صرافاز · إيران                                                                                           |
| سباق 110 متر حواجز رجال | مسلم شيرزاد سيبوني · إيران                                                                                         | كوتارو تاكيهانا · اليابان                                                                                            | لم يُمنح |
| سباق 400 متر حواجز رجال | مسلم شيرزاد سيبوني · إيران                                                                                         | يوجي تاكادا · اليابان                                                                                                | لين تشنغ شيان · تايبيه الصينية                                                                                  |
| تتابع 4 × 100 متر رجال  | شي يين هونغ · تايبيه الصينية (TPE) · شي يين هونغ، · وانغ شي وي، · وانغ بو تشوين، · لين تشنغ شيان                   | سجاد محبوب غلهروديخاني · إيران · سجاد محبوب غلهروديخاني، · علي رضا صالحی‌چهانجی، · مسلم شيرزاد سيبوني، · هاشم يداگاري | فوميو ميزونو · اليابان · فوميو ميزونو، · تاكومي ساساكي، · دايسوكه هاشيبا، · كايتشي ناكامورا                     |
| تتابع 4 × 400 متر رجال  | دايسوكه هاشيبا · اليابان · دايسوكه هاشيبا، · فوميو ميزونو، · تاكومي ساساكي، · يوسوكي أوكابي                        | شي يين هونغ · تايبيه الصينية (TPE) · شي يين هونغ، · لين تشنغ شيان، · تشو تشون تشي، · وانغ شي وي                      | دانيش عبد الرحمن · ماليزيا · دانيش عبد الرحمن، · محمد راوي كمرزمان، · عيديل أ. عفيفات، · محمد شاهرول أزمر أزمان |
| قفز عالي رجال           | محمد هادي صالحي · إيران                                                                                            | هيرويكي مايجما · اليابان                                                                                             | علي رضا صالحی‌چهانجی · إيران                                                                                     |
| وثب طويل رجال           | كوداي ناكامورا · اليابان                                                                                           | محمد هادي صالحي · إيران                                                                                              | يشار فيغار · إيران                                                                                              |
| وثب ثلاثي رجال          | كوداي ناكامورا · اليابان                                                                                           | حبيب الله كيا · إيران                                                                                                | محمد هادي صالحي · إيران                                                                                         |
| رمي الجلة رجال          | عرفان صفري أشتيني · إيران                                                                                          | أندريه نابوكوف · كازاخستان                                                                                           | سجاد بيرايرغارشان · إيران                                                                                       |
| رمي القرص رجال          | سجاد بيرايرغارشان · إيران                                                                                          | رضا حیدری اوزومچلویی · إيران                                                                                         | لين كين · تايبيه الصينية                                                                                        |
| رمي الرمح رجال          | تشيو يي هاو · تايبيه الصينية                                                                                       | يوتا كوسيكي · اليابان                                                                                                | كوجي مايجما · اليابان                                                                                           |
| سباق 100 متر سيدات      | ميدوري كادوواكي · اليابان                                                                                          | جيمي هويل · أستراليا                                                                                                 | مادينا بكموخمدوفا · كازاخستان                                                                                   |
| سباق 200 متر سيدات      | ميدوري كادوواكي · اليابان                                                                                          | مريم عبديفارد دافيل · إيران                                                                                          | جيمي هويل · أستراليا                                                                                            |
| سباق 400 متر سيدات      | مريم عبديفارد دافيل · إيران                                                                                        | كيم هانا · كوريا الجنوبية                                                                                            | نيام كولفيل · أستراليا                                                                                          |
| سباق 800 متر سيدات      | هوي لونغ · ماكاو                                                                                                   | فوميكا تسوشيا · اليابان                                                                                              | مريم عبديفارد دافيل · إيران                                                                                     |
| سباق 1500 متر سيدات     | هوي لونغ · ماكاو                                                                                                   | مريم عبديفارد دافيل · إيران                                                                                          | أوه سانغ مي · كوريا الجنوبية                                                                                    |
| سباق 5000 متر سيدات     | هوي لونغ · ماكاو                                                                                                   | أوه سانغ مي · كوريا الجنوبية                                                                                         | لم يُمنح |
| تتابع 4 × 100 متر سيدات | ميدوري كادوواكي · اليابان · ميدوري كادوواكي، · فوميكا تسوشيا، · مارينو ساتو، · سايوري تاي                          | أناستاسيا كوزوكالوفا · كازاخستان · أناستاسيا كوزوكالوفا، · مادينا بكموخمدوفا، · يانا سيبيريكوفا، · يلينا بوتينسيفا   | كانغ ميناه · كوريا الجنوبية · كانغ ميناه، · كيم هانا، · جانغ جيهيون، · أوه سانغ مي                              |
| تتابع 4 × 400 متر سيدات | أناستاسيا كوزوكالوفا · كازاخستان · أناستاسيا كوزوكالوفا، · مادينا بكموخمدوفا، · يانا سيبيريكوفا، · يلينا بوتينسيفا | كانغ ميناه · كوريا الجنوبية · كانغ ميناه، · كيم هانا، · جانغ جيهيون، · أوه سانغ مي                                   | لم يُمنح |
| قفز عالي سيدات          | كي إس سريجشنا · الهند                                                                                              | يلينا بوتينسيفا · كازاخستان                                                                                          | لم يُمنح |
| وثب طويل سيدات          | جيمي هويل · أستراليا                                                                                               | سغيرة ربيع فرد · إيران                                                                                               | يلينا بوتينسيفا · كازاخستان                                                                                     |
| رمي الجلة سيدات         | كوه تشيا مي · تايبيه الصينية                                                                                       | مونة شيريتازهغشلاق · إيران                                                                                           | يلينا بوتينسيفا · كازاخستان                                                                                     |
| رمي القرص سيدات         | كوه تشيا مي · تايبيه الصينية                                                                                       | شو آن يي · تايبيه الصينية                                                                                            | بارفار منصوري يلسوي · إيران                                                                                     |
| رمي الرمح سيدات         | شو آن يي · تايبيه الصينية                                                                                          | ناجي سا تاكاهاشي · اليابان                                                                                           | يوكي يامانكا · اليابان                                                                                          |

### ريشة الطائرة
| حدث        | الذهبية | الفضية | البرونزية                                                                                               |
| ---------- | --- | --- | --- |
| فردي رجال  | شين كيونغ دوك · كوريا الجنوبية                                                                                                 | وو جي سو · كوريا الجنوبية                                                                                         | فرانسيس تان هنغ بوك · ماليزيا                                                                           |
| فردي رجال  | شين كيونغ دوك · كوريا الجنوبية                                                                                                 | وو جي سو · كوريا الجنوبية                                                                                         | كوهوي كاكيشي · اليابان                                                                                  |
| زوجي رجال  | شين كيونغ دوك، وو جي سو · كوريا الجنوبية                                                                                       | تشيان تشونغ آي، هوانغ تشنغ تشي · تايبيه الصينية                                                                   | أبهي ناف شارما، ماهيش سينغ · الهند                                                                      |
| زوجي رجال  | شين كيونغ دوك، وو جي سو · كوريا الجنوبية                                                                                       | تشيان تشونغ آي، هوانغ تشنغ تشي · تايبيه الصينية                                                                   | توماس تيه تشيانغ هوك، فرانسيس تان هنغ بوك · ماليزيا                                                     |
| فردي سيدات | فان جونغ يو · تايبيه الصينية                                                                                                   | بون وي ينغ · ماليزيا                                                                                              | شن يان رو · تايبيه الصينية                                                                              |
| فردي سيدات | فان جونغ يو · تايبيه الصينية                                                                                                   | بون وي ينغ · ماليزيا                                                                                              | يو أونكيونغ · كوريا الجنوبية                                                                            |
| زوجي سيدات | فان جونغ يو، شين يان رو · تايبيه الصينية                                                                                       | أيو مي كيباياشي، سوميريه تاكاو · اليابان                                                                          | شيا لي تشي، تو وين شوان · تايبيه الصينية                                                                |
| زوجي سيدات | فان جونغ يو، شين يان رو · تايبيه الصينية                                                                                       | أيو مي كيباياشي، سوميريه تاكاو · اليابان                                                                          | نينا أودايكومار فيجايا كوماري، جاورافي جايانت وابوركار · الهند                                          |
| زوجي مختلط | تشيان تشونغ آي، فان جونغ يو · تايبيه الصينية                                                                                   | وو جي سو، يو أونكيونغ · كوريا الجنوبية                                                                            | فرانسيس تان هنغ بوك، بون وي ينغ · ماليزيا                                                               |
| زوجي مختلط | تشيان تشونغ آي، فان جونغ يو · تايبيه الصينية                                                                                   | وو جي سو، يو أونكيونغ · كوريا الجنوبية                                                                            | توموفومي كوبوري، سوميريه تاكاو · اليابان                                                                |
| فرق مختلط  | تشيان تشونغ آي، هوانغ تشنغ تشي، هوانغ تشينغ آي، ين شيه رونغ، فان جونغ يو، شيا لي تشي، شين يان رو، تو وين شوان · تايبيه الصينية | كوهوي كاكيشي، توموفومي كوبوري، ماساكي نوماكورا، أيو مويتاه، أيو مي كيباياشي، سوميريه تاكاو، ميكا يوشيدا · اليابان | هيونغ تاي هو، جونغ سونهيو، شين كيونغ دوك، وو جي سو، كيم يون هي، لي سويونغ، يو أونكيونغ · كوريا الجنوبية |

### كرة السلة
| الحدث             | الذهبية | الفضية | البرونزية |
| ----------------- | --- | --- | --- |
| فريق الرجال (5×5) | صمويل كارتليدج · أستراليا · شين كريك · أستراليا · جوردان وولمر · أستراليا · مورغان ويليامز · أستراليا · بنجامين موريسون · أستراليا · لاكلان جاكسون · أستراليا · مارك بيليج · أستراليا · حليل دورنا أوغلو · أستراليا · باتريك لين · أستراليا · كالان بروكس · أستراليا | تشانغ تشي هسوان · تايبيه الصينية · تشيانغ تشين تين · تايبيه الصينية · تشيانغ تشين تين · تايبيه الصينية · تشن تشون يين · تايبيه الصينية · وو تشين نيين · تايبيه الصينية · تشن وي يو · تايبيه الصينية · فانغ تشي وي · تايبيه الصينية · شيا تشين يو · تايبيه الصينية · هوو شينغ تشييه · تايبيه الصينية · كواو تاي يين · تايبيه الصينية · سو يو تشنغ · تايبيه الصينية · وو تشي تاو · تايبيه الصينية | سون ليانغ · الصين · ليو دشيواي · الصين · فانغ هاو · الصين · يانغ ليفينغ · الصين · ما شياوشينغ · الصين · سون يوفينغ · الصين · قو جينتاو · الصين · وانغ بينغ بينغ · الصين · هوا جينغ · الصين · مو شي بين · الصين · شو بينغ · الصين · هواو تشينينغ · الصين |

### بولينج
| الحدث                       | الذهبية | الفضية | البرونزية |
| --------------------------- | --- | --- | --- |
| فردي الرجال                 | شيه شينغ فو · تايبيه الصينية · تايبيه الصينية | كي سيونغمون · كوريا الجنوبية | لين تشنغ إن · تايبيه الصينية · تايبيه الصينية                                                                                        |
| زوجي الرجال                 | شيه شينغ فو · تايبيه الصينية · تايبيه الصينية (TPE) · لين تشنغ إن · تايبيه الصينية | هام جونغهون · كوريا الجنوبية · سيو يونغ تشون · كوريا الجنوبية | جو يونغ بوم · كوريا الجنوبية · هان يونغ وو · كوريا الجنوبية                                                                          |
| تريوس الرجال                | شيه شينغ فو · تايبيه الصينية · تايبيه الصينية (TPE) · لين تشنغ إن · تايبيه الصينية · تشيو تشينغ لين · تايبيه الصينية                                                                          | جو يونغ بوم · كوريا الجنوبية · سيو يونغ تشون · كوريا الجنوبية · هام جونغهون · كوريا الجنوبية                                                                                           | ييو يونغ ووك · كوريا الجنوبية · كي سيونغمون · كوريا الجنوبية · هان يونغ وو · كوريا الجنوبية                                          |
| فريق الرجال المكون من خمسة  | ييو يونغ ووك · كوريا الجنوبية · جو يونغ بوم · كوريا الجنوبية · سيو يونغ تشون · كوريا الجنوبية · كي سيونغمون · كوريا الجنوبية · هام جونغهون · كوريا الجنوبية                                   | تشنغ تشونغ تشين · تايبيه الصينية · تشيو تشينغ لين · تايبيه الصينية · هوو ياو تشي · تايبيه الصينية · لين تشنغ إن · تايبيه الصينية · شيه شينغ فو · تايبيه الصينية                        | يوزو ناكامورا · اليابان · هيروو أزومو · اليابان · كاتسومي أويينو · اليابان · ماسافومي أراكاكي · اليابان · هيساشي أومادومي · اليابان  |
| أسياد الرجال                | شيه شينغ فو · تايبيه الصينية · تايبيه الصينية | ييو يونغ ووك · كوريا الجنوبية | تشيو تشينغ لين · تايبيه الصينية · تايبيه الصينية                                                                                     |
| جميع الأحداث للرجال         | شيه شينغ فو · تايبيه الصينية · تايبيه الصينية | لين تشنغ إن · تايبيه الصينية · تايبيه الصينية | ييو يونغ ووك · كوريا الجنوبية |
| فردي السيدات                | كيم جيون · كوريا الجنوبية | هوانغ شو مين · تايبيه الصينية · تايبيه الصينية | بارك سونوك · كوريا الجنوبية |
| زوجي السيدات                | تشن وين ني · تايبيه الصينية · تايبيه الصينية (TPE) · هوانغ شو مين · تايبيه الصينية | تسويه هسيو تشن · تايبيه الصينية · هو تشينغ مي · تايبيه الصينية · تايبيه الصينية | تشانغ ياو تشين · تايبيه الصينية · لين يا تشين · تايبيه الصينية · تايبيه الصينية                                                      |
| تريوس السيدات               | تشانغ ياو تشين · تايبيه الصينية · تايبيه الصينية (TPE) · تشن وين ني · تايبيه الصينية · هوانغ شو مين · تايبيه الصينية                                                                          | كيم جيون · كوريا الجنوبية · كيم تايسون · كوريا الجنوبية · بارك سونوك · كوريا الجنوبية                                                                                                  | هو تشينغ مي · تايبيه الصينية · لين يا تشين · تايبيه الصينية · تسويه هسيو تشن · تايبيه الصينية                                        |
| فريق السيدات المكون من خمسة | تشانغ ياو تشين · تايبيه الصينية · لين يا تشين · تايبيه الصينية · هو تشينغ مي · تايبيه الصينية · تسويه هسيو تشن · تايبيه الصينية · تشن وين ني · تايبيه الصينية · هوانغ شو مين · تايبيه الصينية | كيم جيون · كوريا الجنوبية · كيم تايسون · كوريا الجنوبية · تشون وون ريونغ · كوريا الجنوبية · تشوي سونغ كيونغ · كوريا الجنوبية · لي ميسوك · كوريا الجنوبية · بارك سونوك · كوريا الجنوبية | أسا مي ناكانيشي · اليابان · مييوكي مورانو · اليابان · ميواكو كوريياما · اليابان · مييوكي يونكورا · اليابان · يوكا أومادومي · اليابان |
| أسياد السيدات               | تشانغ ياو تشين · تايبيه الصينية · تايبيه الصينية | هوانغ شو مين · تايبيه الصينية · تايبيه الصينية | بارك سونوك · كوريا الجنوبية |
| جميع الأحداث للسيدات        | هوانغ شو مين · تايبيه الصينية · تايبيه الصينية | بارك سونوك · كوريا الجنوبية | تشانغ ياو تشين · تايبيه الصينية · تايبيه الصينية                                                                                     |

### سباق الدرجات
| الحدث                       | الذهبية                                     | الفضية                                      | البرونزية                                     |
| --------------------------- | ------------------------------------------- | ------------------------------------------- | --------------------------------------------- |
| سباق السرعة 1000 متر للرجال | ليانغ تشي تشاو · الصين                      | كينتارو هاياسي · اليابان                    | سون يي فينغ · تايبيه الصينية · تايبيه الصينية |
| سباق الطريق الفردي للرجال   | تشنغ هواي · تايبيه الصينية · تايبيه الصينية | كينتارو هاياسي · اليابان                    | وانغ بين · الصين                              |
| سباق الزمن الفردي للرجال    | تشنغ هواي · تايبيه الصينية · تايبيه الصينية | ريس إيمرسون فان بيك · أستراليا              | كينتارو هاياسي · اليابان                      |
| سباق النقاط للرجال          | كينتارو هاياسي · اليابان                    | تشنغ هواي · تايبيه الصينية · تايبيه الصينية | كينتا كاوانو · اليابان                        |

### كرة القدم
| الحدث       | الذهبية | الفضية | البرونزية |
| ----------- | --- | --- | --- |
| فريق الرجال | إيران (IRI) · أكبر صادق ساروقلايي، · حسين كاظمي، · محمد باقر، · علي رضا بسيح، · مازاهر شيرزاد سيبوني، · رضا سليميهزاجي، · سيد أمير حسيني، · مسلم طاهر بور، · علي زين العابدين، · إيمان سليماني، · سياوش زين العابدين، · محسن فارزي كافاند، · إحسان شيخ مامو، · مصطفى رحيم فردوسينجاد، · إيمان موهبيابكنار، · مرتضى عباسي، · عبدالمهدي حموري، · اسماعيل عربلو، · سيد أمين دهقان تهراني، · رضا رجائي نژاد | اليابان (JPN) · تاكومي ماتسوموتو، · شونسوك شيبا، · هيشاشي هوسومي، · يوشي تاكا إيجيما، · هيروشي ماتسوموتو، · شو كونو، · كيوآكي كيريو، · هيروكي تاكيوشي، · كييتا فوشيما، · دايسوكي ناكاجيما، · ريوهي واتانابي، · يوكي يوشينو، · توشيكي واتانكي، · توموهيرو شيوتا، · تاكيهيدي شيتارا، · ريوسوكه هاراغوتشي، · كوداي هاياشي، · كينتو ناكاي، · تاكيهيرو كيزوكا | كوريا الجنوبية (KOR) · كيم كوانغ جاي، · كيم كيه يون، · ليم سوجين، · بيون جين سوب، · جيون جيمن، · جونغ جون يونغ، · وي وون جون، · كيم جونغ هون، · كيم تيك هان، · لي جونغ غوك، · جونغ هو روونغ، · لي جاي يونغ، · كانغ هيون سو، · نو سونغ هيون، · باي سونغ جين، · أوه جون يول، · كيم غيون أوه، · يو هو تشان، · كيم جاي سيك، · جونغ يونغ جين |

### كرة الصالات
| حدث         | الذهبية | الفضية | البرونزية |
| ----------- | --- | --- | --- |
| فريق الرجال | إيران (IRI) · حسن عبادبور، · مجيد كمدوست، · حسين مِسباهي، · إسماعيل شاه زيد، · محمد جهانغيريمرادللو، · مصطفى حيدري بُنداربادي، · علي أكبر أحمدفند، · سيد إسماعيل دِزَه، · علي أصغر محبوب جغان، · أحمد رضا رضائي، · روح الله إبراهيم نجاد كسماني، · باليزي بوريا | اليابان (JPN) · ماسانوري يوشيوكا، · كيوهي تاكاهاشي، · يوسكي ياماموري، · هاياتو فيوز، · نوبوماسا ماتسوموتو، · هيرويوكي أوكوما، · تاكاهيرو ياماموتو، · شون إيغاساكي، · كينتا كوجيما، · كازوكي أوواي، · ريو أوميموتو، · توموكي ماتسوموتو | الإمارات العربية المتحدة (UAE) · ناصر الحمادي، · سعود العلي، · سالم النعصوري، · محمد العبيدلي، · عدنان الجابري، · مصبح النيادي، · إسماعيل الحمادي، · حمد الشحي، · عامر البلوشي، · ذياب العامري، · سالم الهاجري، · حسن ميرزا، · جمال المقبالي، · وليد رضوان، · أيمن المقبالي |

### الجودو
| الحدث                | الذهبية                      | الفضية                        | البرونزية                        |
| -------------------- | ---------------------------- | ----------------------------- | -------------------------------- |
| الرجال تحت 60 كجم    | علي صلا‌حشور گل خاني · إيران  | أكيو كيرا · اليابان           | شينبايار بايغالما · منغوليا      |
| الرجال من 60–66 كجم  | ماساكي ساتو · اليابان        | محمد آسيابي شفيعي · إيران     | مونخ أورغيل بادامسامبو · منغوليا |
| الرجال من 66–73 كجم  | هوانغ هيون · كوريا الجنوبية  | كازوما غامو · اليابان         | علي دهقان غوردر بند · إيران      |
| الرجال من 73–81 كجم  | كيم مينسوك · كوريا الجنوبية  | نَفانجامتس بايانمونخ · منغوليا | حسين الله كريمي · إيران          |
| الرجال من 81–90 كجم  | يانغ جونغمو · كوريا الجنوبية | فريد عساكره · إيران           | أوشبادرال دامدين · منغوليا       |
| الرجال من 90–100 كجم | مهرداد صيدي · إيران          | باساندورج دافانيام · منغوليا  | كانالبك أولو إلغيز · قرغيزستان   |

### السباحة
| الحدث                       | الذهبية                                                                             | الفضية                                                                       | البرونزية                                                                                |
| --------------------------- | ----------------------------------------------------------------------------------- | ---------------------------------------------------------------------------- | ---------------------------------------------------------------------------------------- |
| الرجال 50م حرة              | ريوتارو إيبارا · اليابان                                                            | ساتوي فوجيهارا · اليابان                                                     | شو جياهوي · الصين                                                                        |
| الرجال 100م حرة             | كاي جيالو · الصين                                                                   | ليم جانغ هوي · كوريا الجنوبية                                                | هان شانغ يو · تايبيه الصينية                                                             |
| الرجال 200م حرة             | ساتوي فوجيهارا · اليابان                                                            | يوشيكازو كاناجي · اليابان                                                    | كاي جيالو · الصين                                                                        |
| الرجال 400م حرة             | ساتوي فوجيهارا · اليابان                                                            | كاي جيالو · الصين                                                            | يوتا تسودا · اليابان                                                                     |
| الرجال 1500م حرة            | ساتوي فوجيهارا · اليابان                                                            | يوتا تسودا · اليابان                                                         | هان شانغ يو · تايبيه الصينية                                                             |
| الرجال 50م ظهر              | يوشيكازو كاناجي · اليابان                                                           | ريوتارو إيبارا · اليابان                                                     | بان تشينغ · تايبيه الصينية                                                               |
| الرجال 100م ظهر             | يوشيكازو كاناجي · اليابان                                                           | شو جياهوي · الصين                                                            | كاي جيالو · الصين                                                                        |
| الرجال 200م ظهر             | يوشيكازو كاناجي · اليابان                                                           | شو جياهوي · الصين                                                            | بان تشينغ · تايبيه الصينية                                                               |
| الرجال 50م صدر              | إلهام تيرمودجي · إندونيسيا                                                          | ساتوي فوجيهارا · اليابان                                                     | تشاي يي جي · كوريا الجنوبية                                                              |
| الرجال 100م صدر             | إلهام تيرمودجي · إندونيسيا                                                          | وانغ زيشيانغ · الصين                                                         | وان كيشاي · الصين                                                                        |
| الرجال 200م صدر             | إلهام تيرمودجي · إندونيسيا                                                          | وانغ زيشيانغ · الصين                                                         | وان كيشاي · الصين                                                                        |
| الرجال 50م فراشة            | ريوتارو إيبارا · اليابان                                                            | رونالد سوسانتيو · إندونيسيا                                                  | يوجي أويدا · اليابان                                                                     |
| الرجال 100م فراشة           | شو جياهوي · الصين                                                                   | إلهام تيرمودجي · إندونيسيا                                                   | هوانغ تشينغ هسوان · تايبيه الصينية                                                       |
| الرجال 200م فراشة           | ساتوي فوجيهارا · اليابان                                                            | شو جياهوي · الصين                                                            | تشانغ ييدونغ · الصين                                                                     |
| الرجال 200م فردي متنوع      | يوشيكازو كاناجي · اليابان                                                           | ريوتارو إيبارا · اليابان                                                     | وانغ زيشيانغ · الصين                                                                     |
| الرجال 400م فردي متنوع      | ساتوي فوجيهارا · اليابان                                                            | ريوتارو إيبارا · اليابان                                                     | مهراد كيشافارز · إيران                                                                   |
| الرجال 4 × 100م حرة تتابع   | اليابان (JPN) · يوجي أويدا · ريوتارو إيبارا · ساتوي فوجيهارا · يوشيكازو كاناجي      | الصين (CHN) · تشانغ ييدونغ · لي شياو · كاي جيالو · شو جياهوي                 | كازاخستان (KAZ) · يرنار مورزاغالييف · نورلان زاسانوف · مارات يرميكباييف · فيكتور فروندين |
| الرجال 4 × 200م حرة تتابع   | اليابان (JPN) · ريوتارو إيبارا · يوشيكازو كاناجي · ساتوي فوجيهارا · يوتا تسودا      | الصين (CHN) · كاي جيالو · لي شياو · تشانغ ييدونغ · شو جياهوي                 | إيران (IRI) · مهراد كيشافارز · علي رضا مطهري فرد · علي محمودي خلخالي · قاسم مقيسة        |
| الرجال 4 × 100م تتابع متنوع | اليابان (JPN) · يوشيكازو كاناجي · يوسوكي ناكاغاوا · ريوتارو إيبارا · ساتوي فوجيهارا | الصين (CHN) · كاي جيالو · وانغ زيشيانغ · شو جياهوي · تشانغ ييدونغ            | إيران (IRI) · قاسم مقيسة · مهراد كيشافارز · علي رضا مطهري فرد · علي محمودي خلخالي        |
| النساء 50م حرة              | هو يو تشن · الصين                                                                   | تشو تشيان · الصين                                                            | هوي لونغ · ماكاو                                                                         |
| النساء 100م حرة             | هو يو تشن · الصين                                                                   | هوانغ شياوفان · الصين                                                        | كانا إيمامورا · اليابان                                                                  |
| النساء 200م حرة             | هو يو تشن · الصين                                                                   | كانا إيمامورا · اليابان                                                      | أمي كاواهارا · اليابان                                                                   |
| النساء 400م حرة             | هو يو تشن · الصين                                                                   | كيوكا سايتو · اليابان                                                        | كانا إيمامورا · اليابان                                                                  |
| النساء 800م حرة             | هو يو تشن · الصين                                                                   | كيوكا سايتو · اليابان                                                        | كانا إيمامورا · اليابان                                                                  |
| النساء 50م ظهر              | تسينغ شو نينغ · تايبيه الصينية                                                      | مينامي كوبو · اليابان                                                        | كانا إيمامورا · اليابان                                                                  |
| النساء 100م ظهر             | تشو تشيان · الصين                                                                   | أياكا فوجيكاوا · اليابان                                                     | هوانغ شياوفان · الصين                                                                    |
| النساء 50م صدر              | مينامي كوبو · اليابان                                                               | تشن تشوان ني · تايبيه الصينية                                                | سانتانا تشابمان · نيوزيلندا                                                              |
| النساء 100م صدر             | مينامي كوبو · اليابان                                                               | تشن تشوان ني · تايبيه الصينية                                                | شين يودان · الصين                                                                        |
| النساء 200م صدر             | مينامي كوبو · اليابان                                                               | شين يودان · الصين                                                            | سانتانا تشابمان · نيوزيلندا                                                              |
| النساء 50م فراشة            | أياكا فوجيكاوا · اليابان                                                            | تشن تشوان ني · تايبيه الصينية                                                | تشن تزو يينغ · تايبيه الصينية                                                            |
| النساء 100م فراشة           | أياكا فوجيكاوا · اليابان                                                            | هوانغ شياوفان · الصين                                                        | هسيه وان تشينغ · تايبيه الصينية                                                          |
| النساء 200م فردي متنوع      | تشو تشيان · الصين                                                                   | كيوكا سايتو · اليابان                                                        | أياكا فوجيكاوا · اليابان                                                                 |
| النساء 4 × 100م حرة تتابع   | الصين (CHN) · تشو تشيان · شين يودان · هوانغ شياوفان · هو يو تشن                     | اليابان (JPN) · رينا كيتاجيما · أياكا فوجيكاوا · كانا إيمامورا · كيوكا سايتو | تايبيه الصينية (TPE) · تشيانغ مي تشو · تسينغ شو نينغ · تشن تزو يينغ · تشن تشوان ني       |
| النساء 4 × 200م حرة تتابع   | الصين (CHN) · تشو تشيان · شين يودان · هوانغ شياوفان · هو يو تشن                     | اليابان (JPN) · كانا إيمامورا · أمي كاواهارا · أياكا فوجيكاوا · كيوكا سايتو  | تايبيه الصينية (TPE) · تشن تشوان ني · هسيه وان تشينغ · تشيانغ مي تشو · تشن تزو يينغ      |
| النساء 4 × 100م تتابع متنوع | الصين (CHN) · تشو تشيان · شين يودان · هوانغ شياوفان · هو يو تشن                     | اليابان (JPN) · كانا إيمامورا · مينامي كوبو · أياكا فوجيكاوا · كيوكا سايتو   | تايبيه الصينية (TPE) · تسينغ شو نينغ · تشن تشوان ني · هسيه وان تشينغ · تشن تزو يينغ      |

### كرة الطاولة
| الحدث          | الذهبية                                                         | الفضية                                                                               | البرونزية                                                                   |
| -------------- | --------------------------------------------------------------- | ------------------------------------------------------------------------------------ | --------------------------------------------------------------------------- |
| فردي الرجال    | وانغ كونغ · الصين                                               | تشانغ تشاويي · الصين                                                                 | يانغ جونغ تسونغ · تايبيه الصينية                                            |
| زوجي الرجال    | تايبيه الصينية (TPE) · يانغ جونغ تسونغ, · وانغ يي شيونغ         | الصين (CHN) · وانغ كونغ, · تشانغ تشاويي                                              | تايبيه الصينية (TPE) · كو يو تونغ, · لو شيه تشيه                            |
| فريق الرجال    | الصين (CHN) · لي يونان, · وانغ كونغ, · شو يوييو, · تشانغ تشاويي | تايبيه الصينية (TPE) · كو يو تونغ, · لو شيه تشيه, · يانغ جونغ تسونغ, · وانغ يي شيونغ | اليابان (JPN) · يوشيو أريما, · هيروكازو إيتو, · يوكي إيتو, · تاتسويا أومورو |
| فردي السيدات   | شي سي · الصين                                                   | لين هوان · الصين                                                                     | وانغ يوتونغ · الصين                                                         |
| زوجي السيدات   | الصين (CHN) · شي سي, · نيو شينرو                                | الصين (CHN) · لين هوان, · وانغ يوتونغ                                                | اليابان (JPN) · أيري موكوتا, · موكا أومورو                                  |
| فريق السيدات   | الصين (CHN) · لين هوان, · نيو شينرو, · شي سي, · وانغ يوتونغ     | اليابان (JPN) · ميزوي كاواساكي, · أيري موكوتا, · موكا أومورو, · ريساتو تاكاوكا       | كوريا الجنوبية (KOR) · كيم سويونغ, · لي أهيون                               |
| الزوجي المختلط | الصين (CHN) · وانغ كونغ · وانغ يوتونغ                           | الصين (CHN) · شو يوييو · نيو شينرو                                                   | الصين (CHN) · تشانغ تشاويي · لين هوان                                       |

### التايكواندو
| الحدث           | الذهبية                      | الفضية                      | البرونزية                      |
| --------------- | ---------------------------- | --------------------------- | ------------------------------ |
| رجال تحت 58 كغ  | لي هونغسوك · كوريا الجنوبية  | أيّان عبد الرش · كازاخستان   | محمد كاظم زاده فلكدهي · إيران  |
| رجال تحت 58 كغ  | لي هونغسوك · كوريا الجنوبية  | أيّان عبد الرش · كازاخستان   | دافرون خديروف · أوزبكستان      |
| رجال 58–68 كغ   | بهزاد أميري · إيران          | تيمور كوليسوف · كازاخستان   | أوه وونجونغ · كوريا الجنوبية   |
| رجال 58–68 كغ   | بهزاد أميري · إيران          | تيمور كوليسوف · كازاخستان   | تشاو تشون كين · هونغ كونغ      |
| رجال 68–80 كغ   | لي هاكسونغ · كوريا الجنوبية  | ميسم عبدي شمس أبادي · إيران | هوانغ ماو ينغ · تايبيه الصينية |
| سيدات تحت 49 كغ | بنغ سي تينغ · تايبيه الصينية | كيم هيهوا · كوريا الجنوبية  | غلميرة داداجونوفا · أوزبكستان  |
| سيدات تحت 49 كغ | بنغ سي تينغ · تايبيه الصينية | كيم هيهوا · كوريا الجنوبية  | مرام خدابنده · إيران           |
| سيدات 49–57 كغ  | مرضية خوشحوال · إيران        | يلينا سالمنه · كازاخستان    | مخفوزة كوربانوفا · أوزبكستان   |
| سيدات 49–57 كغ  | مرضية خوشحوال · إيران        | يلينا سالمنه · كازاخستان    | شون أهريوم · كوريا الجنوبية    |

### التنس
| الحدث      | الذهبية                                           | الفضية                                             | البرونزية                                           |
| ---------- | ------------------------------------------------- | -------------------------------------------------- | --------------------------------------------------- |
| فردي رجال  | ريكي كاجيشتا · اليابان                            | ناوتو أويماتسو · اليابان                           | هيروماسا سوزوكي · اليابان                           |
| فردي رجال  | ريكي كاجيشتا · اليابان                            | ناوتو أويماتسو · اليابان                           | تتسويا ماتسوشيتا · اليابان                          |
| زوجي رجال  | اليابان (JPN) · ناوتو أويماتسو · هيروماسا سوزوكي  | اليابان (JPN) · تتسويا ماتسوشيتا · ريكي كاجيشتا    | الصين (CHN) · تانغ شوليانغ · يانغ زينغباو           |
| فردي سيدات | هو تشيو مي · تايبيه الصينية                       | لين تشيا وين · تايبيه الصينية                      | شي تي شون · تايبيه الصينية                          |
| فردي سيدات | هو تشيو مي · تايبيه الصينية                       | لين تشيا وين · تايبيه الصينية                      | هو تشيو هسيانغ · تايبيه الصينية                     |
| زوجي سيدات | تايبيه الصينية (TPE) · هو تشيو مي، · لين تشيا وين | تايبيه الصينية (TPE) · هو تشيو هسيانغ، · شي تي شون | اليابان (JPN) · نارومي موراياما، · كيكو تويوتا      |
| زوجي سيدات | تايبيه الصينية (TPE) · هو تشيو مي، · لين تشيا وين | تايبيه الصينية (TPE) · هو تشيو هسيانغ، · شي تي شون | الهند (IND) · شيك جافرين، · بارول غوبتا             |
| زوجي مختلط | تايبيه الصينية (TPE) · وانغ تشون وي، · هو تشيو مي | اليابان (JPN) · ناوتو أويماتسو، · نارومي موراياما  | تايبيه الصينية (TPE) · لين تشون جان، · لين تشيا وين |
| زوجي مختلط | تايبيه الصينية (TPE) · وانغ تشون وي، · هو تشيو مي | اليابان (JPN) · ناوتو أويماتسو، · نارومي موراياما  | اليابان (JPN) · ريكي كاجيشتا، · هانا ياماغوتشي      |

المصدر.